# Fritz Katzmann
Fritz Katzmann (Langendreer, 6 maggio 1906 – Darmstadt, 19 settembre 1957) è stato un militare tedesco, SS e ufficiale di polizia. Fu responsabile dei massacri nelle città di Katowice, Radom, Lemberg, Danzica e in tutto il distretto nazista della Galizia durante le vicende dell'Olocausto in Polonia, rendendolo una figura di spicco durante lo svolgersi degli eventi.
Katzmann fu responsabile di molte delle atrocità perpetrate dalle SS durante l'operazione Barbarossa, tra questi diresse personalmente il massacro di un numero tra 55000 e 65000 ebrei di Lemberg nel 1941-1942, seguito dalle deportazioni di massa nei campi di sterminio, tra cui quello di Janowska. Nel 1943, Katzmann scrisse un rapporto top secret dove riassunse l'operazione Reinhard in Galizia. Il Rapporto Katzmann è oggi considerato una delle prove più importanti del processo di sterminio. Riuscì a sfuggire ai processi del dopoguerra vivendo sotto falsa identità.

## Biografia
Nacque a Langendreer, in Westfalia in una famiglia di minatori di carbone, Katzmann fu un falegname prima di perdere il lavoro.
Si unì alle SA nel dicembre 1927,  poi al NSDAP nel settembre 1928 (n° 98528) e alle SS il 1 luglio 1930 (n° 3065). La sua carriera militare avanzò rapidamente: il 20 agosto 1931 venne promosso al grado di SS-Untersturmführer, il 1º dicembre 1932 al grado di SS-Hauptsturmführer, poi SS-Sturmbannführer il 30 gennaio 1933, infine SS-Standartenführer il 17 agosto 1934.
Si sposò e si trasferì a Berlino, fu promosso comandante della SS 75. Standarte “Widukind”  il 4 aprile 1934. Katzmann partecipò agli omicidi della Notte dei lunghi coltelli. Divenne un membro del Reichstag, dal 21 marzo 1938 prestò servizio come comandante della Sezione VI delle SS di Breslavia.

### Seconda guerra mondiale
Dopo l'invasione della Polonia, Katzmann guidò i carnefici della Selbstschutz durante le operazioni di omicidio a Breslavia e a Katowice, il 30 novembre 1939 divenne SS- und Polizeiführer nella città occupata di Radom. Nella primavera del 1940 istituì il ghetto di Radom per 32000 ebrei, seguito da violenze sfrenate e saccheggi per il tornaconto personale. Rimase a Radom fino all'avvio dell'operazione Barbarossa durante la quale fu trasferito a Leopoli come SS- und Polizeiführer. Fu promosso Generale delle SS il 21 giugno 1941 e rimase a Leopoli fino al 20 aprile 1943.
Katzmann divenne SS- und Polizeiführer per il distretto della Galizia nell'agosto 1941 e un mese dopo fu promosso generale della polizia. Nell'ottobre 1941 ordinò agli ebrei di lavorare alla costruzione della Durchgangsstrasse IV, un'importante strada militare da Leopoli a Stalino (l'attuale Donetsk). Katzmann ordinò il massacro di 55000-65000 ebrei nello stesso anno. 
Nel novembre 1941, su suo ordine, fu istituito il ghetto di Leopoli con il conseguente trasferimento di circa 80000 ebrei. Allestì un asilo per i bambini del ghetto con cacao e latte e li uccise segretamente tutti in una volta; organizzò i trasporti da Leopoli al campo di sterminio di Belzec non appena iniziarono le operazioni di gasazione. Entro la fine del 1942, la popolazione del ghetto fu ridotta da circa 120000-140000 persone a 40000. Tra il 5 e il 7 gennaio 1943, altri 15000 ebrei furono assassinati insieme ai membri dello Judenrat. Katzmann fu promosso SS-Gruppenführer il 30 gennaio 1943 e a metà anno produsse un aumento delle vittime di 143000 persone nel suo distretto.
Il 30 giugno 1943, Katzmann consegnò il suo rapporto rilegato in pelle alle SS e al capo della polizia nella Cracovia occupata. In esso dichiarò:"La Galizia è Judenfrei!" Fu trasferito a Danzica il 20 aprile 1943 con il grado di SS- und Polizeiführer della Danzica-Prussia occidentale, giusto in tempo per l'installazione delle camere a gas e dei crematori nel campo di concentramento di Stutthof. Katzmann portò con sé i collaboratori ausiliari dell'Europa centrale e orientale.
Nel luglio 1944, Katzmann fu nominato generale delle Waffen-SS e incaricato della liquidazione finale del campo di Stutthof con tutti i suoi sottocampi, prima dell'avanzata sovietica. La gasazione con l'uso dello Zyklon B iniziò già a giugno. Fino a quel momento, i prigionieri di Stutthof furono considerati importanti per la produzione di armamenti tedeschi con l'officina Focke-Wulf, fornitrice delle parti per assemblare gli aeroplani proprio nel campo principale. Stutthof comprese 105 sottocampi situati fino a Toruń e Elbląg.
Katzmann terminò il suo compito quando la Germania nazista si arrese l'8 maggio 1945 e scomparve. Visse a Darmstadt sotto falso nome come Bruno Albrecht. Sua moglie e i cinque figli non l'hanno mai più sentito. Rivelò la sua identità a un sacerdote cappellano dell'ospedale poco prima della sua morte, avvenuta il 19 settembre 1957.